# Ritratto di Vincenzo I Gonzaga
Il Ritratto di Vincenzo I Gonzaga è un dipinto a olio su tela (202x112 cm) di Frans Pourbus il Giovane, databile 1601-1602 e conservato a Mantova in collezione privata.